# 周鐔
周鐔（？—？），湖北江夏人，清朝政治人物。監生出身。
光緒七年四月，接替吳元漢。署任江蘇宜興縣知縣。后由潘祖棻接任。他在擔任知縣期間據說不注重編纂地方志。